# Пекарский, Конрад
Конрад Пекарский (пол. Konrad Piekarski) — польский военачальник, полковник кавалерии Войска Польского, ротмистр Русской императорской армии.

## Биография
С 1909 года поступил на службу в Каргопольский 5-й драгунский полк в звании корнет. С началом Первой мировой войны отправился на Юго-Западный фронт и уже 11 августа 1914 года вступил бой с германскими кавалеристами у города Нове-Място, что южнее Варшавы, после этого боя был представлен к ордену Святой Анны. До конца 1914 года в составе Каргопольского 5-го драгунскога полка действовал на территории Польши сражаясь с германцами и австрийцами. С апреля 1915 года в составе полка переброшен на территорию Литвы. После октябрьской революции полк был расформирован. Покинул ряды Русской императорской Армии в звании ротмистр.
В 1918 году возглавил 1-й уланский полк. В начале 1919 года 1-й уланский полк перешел в состав 5-й дивизии польских стрелков под командованием полковника Казимира Румши. В январе 1920 года дивизия капитулировала на станции Клюквенная и 1-й уланский полк перестал существовать. Вместе со своим заместителем поддержал решение командира дивизии и отказался сложить оружие. Добрался до Иркутска, откуда в составе около тысячи солдат 5-й дивизии отправился в Харбин, после чего в порт Далянь, где погрузившись на судно «Ярославль» отправился в Польшу. Прибыл в порт города Гданьск в июле 1920 года.
С 19 мая 1922 года стал командующим 1-м конным стрелковым полком в городе Гарволин. 1 июня 1924 года назначен начальником отдела кавалерии в Кавалерийском департаменте Министерства военных дел города Варшава. 31 октября назаначен командиром в XVII кавалерийской бригаде города Хрубешув. 14 февраля 1929 переведен в  распоряжении командира Округа Корпуса № VI, с 31 августа этого же года переведен на состояние покоя.

## Награды
- Орден Святой Анны IV-й степени (Аннинское оружие). 30 августа 1914 года.[11]
- Орден Святой Анны II-й степени с мечами. 11 декабря 1914 года.[12]
- Орден Святой Анны II-й степени с мечами. 17 января 1915 года.[13]
- Орден Святой Анны II-й степени с мечами. 22 января 1915 года.[14]
- Орден Святого Станислава II-й степени с мечами. 27 февраля 1915 года.[15]
- Орден Святой Анны III-й степени с мечами и бантом. 4 марта 1915 года.[16]
- Орден Святой Анны II-й степени с мечами. 26 августа 1915 года.[13]
- Орден Святого Владимира IV-й степени с мечами и бантом. 13 октября 1915 года.[17]
- Орден Святой Анны IV-й степени с надписью «За храбрость». 6 апреля 1916 года.[18]
- Орден Святого Станислава III-й степени с мечами и бантом. 7 апреля 1917 года.[2]
- Крест Храбрых
- Золотой Крест Заслуги
- Медаль Победы
- Командорский Крест Ордена Короны Румынии